# رکا ناگی (شناگر)
رکا ناگی (به انگلیسی: Réka Nagy) (زادهٔ ۹ نوامبر ۱۹۸۶) شناگر اهل مجارستان است.